# 양정운수
양정운수(養正運輸)는 서울특별시 영등포구의 마을버스 회사이고, 본사와 차고지는 양천구 신정로7길 17 (신정동)에 있다. 계열사로는 서울특별시의 시내버스 업체인 신흥운수를 비롯한 서울특별시의 마을버스 업체인 한빛운수, 은성운수, 한강운수가 있다.

## 연혁
- 1990년대 중반: 회사 창립
- 2000년대 초반: 영등포마을 16-9번 신설
- 2004년 7월 1일: 2004년 서울특별시 버스 개편과 함께 오케이버스로 사명 변경
- 2013년 3월 20일: 오케이버스 계열사로 회사 재창립
- 2013년 4월 1일: 오케이버스 전환 시내버스 6653번이 마을버스 영등포09번으로 전환되어 본 회사에서 운행
- 2014년 8월 9일: 영등포구 도림로 359로 본사 이전
- 2018년: 본사를 서울특별시 양천구 신정로7길 17 (신정동)으로 이전.

## 운행 노선
- ● 영등포09번: 신도림역 ~ 영등포역 (구 영등포마을 16-3번, 6653번)

## 보유 차량
- 자일대우 BS090 뉴 로얄미디
- 현대 그린시티